# Разадаріт
Разадаріт (*монська သၟိၚ်ရာဇာဓိရာတ်listenⓘ бірм. ရာဇာဓိရာဇ်; 28 січня 1368 — 29 грудня 1421) — 8-й володар Гантаваді у 1384—1421 роках. Відомий також як Тхіха Яза (Володар Лев). Вів тривалі й запеклі війни з державою Ава, які лише послабили Гантаваді.

## Життєпис

### Молоді роки
Походив з династії Раманья. Старшйи син Біньї У, володаря Гантаваді, й Тхірі Майядеві. Народився в Донвуні 1368 року, отримавши ім'я Басум Бансак (монська ပသုန်ပါင်စက်) і титул бінья нве (монська ဗညာနဲlistenⓘ). Підцим титул він був відомий тривалий час. Невдовзі помирає його мати, тому був всиновлений стрийнею Магадеві, намісницею Дагону (частина сучасного міста Янгон). Під її опікою здобув загальну освіту. В середині 1370-х років переїздить до столиці —Пеґу.
Його кандидатура як спадкоємця була відкинута через запальну та жорстоку вдачу. Бінья У віддав перевагу іншому синові — Бо Нганмгону. 1382 року втік разом зі своєю молодшою зведеною сестрою Талою Мі До. Невдовзі молоду пару спіймали. Бінья У був розлючений і посадив Бінья Нве до в'язниці. Магадеві після неодноразового благання Бінья У вдалося домогтися звільнення та дозволу на шлюб Бінья Нве і Тали Мі До.
Незважаючи на цю допомоги відносини з Магадеві погіршилися у 1383 році, коли та стала регентшею держави при хворому Біньї У. Міністр Зейкб'є переконав його, що Магадеві планує посадити на трон свого коханця Сміму Мару. 5 травня 1383 року Бінья Нве втік до Дагону з 30 вояками, де захопив резиденцію намісника. Йому таємно допомагав міністр Зейкб'є, що саботував накази Біньї У та регентши. Також Бінья Нве сподівався на допомогу своїх родичів Б'яттаби і Лаукпії, напівнезалежних правителів Мартабан та М'яунгм'я в південносхідній частині держави. У жовтні того ж року опинився перед загрозою вторгнення 3 армії, які відправила Магадеві на чолі із Смімою Мару. Втім завдяки зраді Зейкб'є (був очільником однієї з армій) останній зазнав поразки біля Дагону. 10 грудня Бінья Нве взяв в облогу Пеґу.2 січня 1384 року помирає його батько, внаслідок чого в столиці почався розгардіяж. 4 січня столиця впала, Сміма Мару було вбито, а Магадеві взято у полон. 5 січня Бінья Нве зійшовна трон, прийнявши ім'я Разадаріт, від індійського титулу «раджахіраджа» (цар царів).

### Панування

#### Перша війна з Авою
Спочатку ув'язнив або стратив усіх прихильників Магадеві, яку відправив до Дагону без якоїсь влади. Наказав ув'язнити свого зведеного брата Бо Нганмгона, офіційного спадкоємця трону, незважаючина те, що останній присягнув Разадаріту. Через 5 років Бо Нганмгона було страчено. Разом з тим не наважився звільнити чи стратитивпливових сановників свого батька. Разом з тим Сам Лек, намісник Донвуна, фактично переставав рахуватися з володарем Гантаваді. В результаті держава опинилася фактично розділеною на 4 частини: Пеґу, Мартабан, М'яунгм'я і Донвун. Невдовзі Лаукпія, правитель М'яунгм'ї, визнав зверхність Свасоке, правителя Ави. Б'яттаба, правитель Мартабану, підтвердив союз з Ланна проти Сам Лека.
У грудні 1385 року 2 армії Ави при підтримці флоту і армії Лаукпії зайняли знначну частину північного Гантаваді. Втім зрештою не змогли прорватися через коридор Гмавбі-Пегу, де затрималися на 5 місяців. У травні 1386 року флот і армія Разадаріта зазнали поразки в запеклій битві біля фортеці Панчав. Лише завдяки неузгодженості дій ворогів Разадаріт зміг не потрапити у полон й повернутися до Пеґу. Настання сезону дощів змусило військо Ави відступити до своїх позицій. Спроба Разадаріта укласти мир з Свасоке не мала успіху. Війна поновилася наприкінці 1386 року. Цього разу військо Ави зазнало невдач при спробі захопити міста Дагон, Глаїнг, Дала і Гмавбі, після чого з початком сезону дощів у 1387 року ворог вкотре відступив.

#### Об'єднання Гантаваді
Наприкінці 1387 року скористався боротьбою Ави проти шанської держави Муанг Мо Разадаріт рушив проти Сам Лека, захопивши протягом декількох місяців Донвунта усі підвладні йому землі. Протягом 1388 року вдалося завдати поразки Б'яттабі та захопити Мартабан. У 1388/1389 році рушив на місто Дала, де панував його зведений брат по материнській лінії Ньї Кан-Каунг, якого схопив й наказав стратити. Результатом цих походів стало встановлення контролю над гирлом річки Іраваді. Потім до 1390 року переміг Лаукпію, захопивши порти М'яунгм'я і Бассейн. В результаті відвлося об'єднати усе Гантаваді. На знак визнання цієї важливої події він провів другу, набагато більш пишну церемонію інтронизації в Пеґу. Невдовзі перша дружина Тала Мі До наклала на себе руки, оскільки Разадаріт зробив головною дружиною Пію Язадеві. Побоючись помсти сина від першої дружини — Бо Ло Чандо — наказав його стратити.

#### Наступні війни з Авою
Наприкінці 1390 року 2 армії Ави загальною чисельність 29 тис. вояків втретє атакували Гантаваді. Разадаріту та його військовикам вдалося зупинити супротивника на кордонах держави, але зрештою на початку 1391 року він погодився на мирну угоду, за якою Ава отримала частину північного Гантаваді з центром вмісті Гу-Хтут. Невдовзі уклав союзний договір з Аюттхаєю.В середині держави провів адміністративнну реформу (розділив державу на 3 провінції—Пегу, Мартабан і Бассейн, які в свою чергу поділялися на округи; Мартабан мав 30 округів, Пегу — 30 і Бассейн — 17), що зміцнило Гантаваді.
У 1400 році розпочав підготовку до війни з Авою, де після смерті Свасоке почалася боротьба за владу. У листопаді 1401 року зібрано 1300 човнів річкового флоту для вторгнення, який мав транспортувати 5-7 тис. вояків, коней і слонів вгору річкою Іраваді до Ави, та 3-тисячне військо для підкорення П'ї, васальної держави Ави. Спочатку швидко вдалося захопити територію уздовж Іраваді до важливого міста Тагаунг на півночі, а також місто Сікайн. Мінкгаунґ I, цар Ави, отаборився в своїй столиці, що розташовувалася східніше за Іраваді. Разадаріт взяв його в облогу. З початком сезону дощів 1402 року правитель Гантаваді почав відступив. В цей час інша армія Гантаваді зазнала поразки біля П'ї, внаслідок чого у полон потрапила його донька Тала Мі Чав.
Наприкінці 1402 року війна поновилася. Але спроби захопити П'ї та Гу-Хтут наштовнулися на опір, що був підсилений 5-тисячною і 18-тисячною арміями, відправлених Мінкгаунґом I. У запеклій битві біля Навіна Разадаріт зазнав тяжкої поразки. У травні 1403 року в пагоді Швесандо (м. П'ї) було укладено мирну угоду, за якою Разадаріт відмовлявся від підкорення П'ї і Гу-Хтута, кордон між державами встановлювався на південь від П'ї. Разадаріт також погодився розділити митний дохід порту Бассейн і постачати 30 слонів на рік. Для зміцнення угоди відбувся шлюб Разадаріта з Тхупабадеві, сестрою Мінкгаунґа I.
У 1406 році, коли війська Ави захопили араканську державу Лемро, Разадаріт наказав готуватися до нової війни з Авою. Надав прихисток поваленому араканському володареві Мінсомону. У 1407 році він тепло прийняв Тхейддата, брата Мінкгаунґа I, що втік до Пеґу. За цим Разадарті припинив надсилання щорічної партії слонів і частини митних доходів Бассейну.
1408 році володар Гантаваді вирішив скористатися війною Мінкгаунґа I шанських князівств. У березні війська Разадаріта швидко здолали Анорату, правителя Лемро, поставивши в квітні на трон Мінхаї, брата Мінсомона. У травні Мінкгаунґ I на чолі 2 армій (26 000 вояків, 2200 коней, 100 слонів) атакував Гантаваді. Сезон дощів, що тоді почався, завадив просуванню ворогові, що швидко втратив харчі та боєздатність. Разадаріт тричі відправляв вбивць у табір Мінкгаунґа I, але марно. Проте війську Гантаваді вдалося завдати тяжкої поразки армії Ави, яка безладно відступила. Але спроба 22 листопада захопити П'ї завершилася невдачею для Разадаріта. У 1409 і 1410 роках він діяв успішно проти Мінкгаунґа I, але не зміг просунутися вглиб держави Ава.
Наприкінці 1410 року зазнав низки поразок від Ави, внаслідок чого почав перемовини з шанськими князями та представниками імперії Мін стосовно спільних дій проти Мінкгаунґа I. 1411 року військо останнього повалила Мінсомона в Лемро, встановивши свого васала. Наприкінці 1411 року Разадаріт послав дві армії до Лемро. Водночас шанське князівство Сенві атакувало північ Ави. У 1412 року практично увесь регіон Аракан (окрім невеличких районів на півночі) опинилися під владою Разадаріта. Водночас Ава задала рішучої поразки шанам. Наприкінці 1412 року війська Гантаваді знову атакували П'ї. Але під час облоги східні кордони держави атакували війська Аюттхаї. Цим скористалися війська Ави, що після запеклих боїв захопили міста Дала і Дагон.
Разадаріт опинився в скруті, тому відправив до князівства Сенві 7 пейттха (11,43 кг) золота, щоб воно почало негайний наступ на північ Ави. Шани за підтримки мінських загонів здійснили вторгнення, але, незважаючи на попередні успіхи, зрештою зазнали поразки. Протягом 1413—1414 років Разадаріт вів підготовку до нової військової кампанії. У жовтні 1414 року 23-тисячне військо Ави атакувало Гантаваді. Незважаючи на спротив було втрачено гирло Іраваді. В цій ситуації Разадаріт переніс резиденцію до Мартабану. Проте ситуацію врятувалося втручання у війну мінської армії, яка напала на Аву. 13 березня 1415 року в битві при Далі Разадаріт здобув рішучу перемогу.
Наприкінці 1416 року здійснив спробу захопити Таунгу, але зазнав невдачі, відступивши напочатку 1417 року. Наприкінці 1417 року Гантаваді було атаковано військами Ави, що зайняли Дагон. Разадаріт вдруге перебрався до Мартабану. Втім ворог не зміг захопити Пеґу, тому у 1418 році відступив. З цього часу бойові дії припинилися.

#### Загибель
У грудні 1421 року загинув внаслідок нещасного випадку на полюванні: при полюванні на слонів біля підніжжя хребта Пегу-Йома на північ від Пеґу, зачепив ногу за мотузку й отримати смертельні травми. Помер по дорозі до столиці в Кама Тхамейн Пайк. Трон захопив син Бінья Дгаммараза, що почав боротьбу із своїми братами.